# قرن القدوم (حفاش)

تعديل مصدري - تعديل

قرن القدوم هي إحدى قرى عزلة بني دهمان بمديرية حفاش التابعة لمحافظة المحويت، بلغ تعداد سكانها 334 نسمة حسب تعداد اليمن لعام 2004.